# Liste der Schlepptender der Belgischen Staatsbahnen
Die Liste der Schlepptender der Belgischen Staatsbahnen bietet eine Übersicht der bei den Belgischen Staatsbahnen (Chemins de fer de l’État belge, abgekürzt EB, auch L’État belge) und der Nachfolgegesellschaft, der Nationalen Gesellschaft der Belgischen Eisenbahnen (NMBS/SNCB), zum Einsatz gekommenen Schlepptender. In Belgien existierten für Schlepptender eigene Reihenbezeichnungen und Ordnungsnummern ohne erkennbaren Zusammenhang mit den Reihenbezeichnungen und Nummern der damit gekuppelten Lokomotiven.

## Liste
| Schlepptender der EB   | Schlepptender der EB | Schlepptender der EB | Schlepptender der EB | Schlepptender der EB                | Schlepptender der EB |
| Bezeichnung            | Achsen               | Baujahr (ab)         | Nummern ab 1931      | für Lokomotivbaureihen              | Bild                 |
| ---------------------- | -------------------- | -------------------- | -------------------- | ----------------------------------- | -------------------- |
| EB-Tenderreihe 1       | 2                    | ?                    | –                    |                                     |                      |
| EB-Tenderreihe 2       | 2                    | ?                    | –                    |                                     |                      |
| EB-Tenderreihe 3, 4, 5 | 2                    | 1860                 | –                    | 1, 2, 2bis, 25, 28, 29              |                      |
| EB-Tenderreihe 6       | 2                    | 1872                 | –                    | 1, 2, 2bis, 25, 28, 29              |                      |
| EB-Tenderreihe 7       | 2                    | 1889                 | –                    | 12                                  |                      |
| EB-Tenderreihe 8       | 3                    | 1891                 | –                    | 12                                  |                      |
| EB-Tenderreihe 9       | 3                    | 1885                 | –                    | 6                                   |                      |
| EB-Tenderreihe 10      | 3                    | 1896                 | –                    | 16                                  |                      |
| EB-Tenderreihe 11      | 4                    | 1899                 | 18100–18113          | 17                                  |                      |
| EB-Tenderreihe 12      | 3                    | 1899                 | 13600–13622          | 30                                  |                      |
| EB-Tenderreihe 13      | 4                    | 1900                 | –                    | 31                                  |                      |
| EB-Tenderreihe 14      | 4                    | 1901                 | 18000–18058          | 18, 32S (später 41)                 |                      |
| EB-Tenderreihe 15      | 3                    | 1901                 | 13000–13539          | 30, 32 (später 44), 32S (später 41) |                      |
| EB-Tenderreihe 16      | 3                    | 1903                 | –                    | 19, 35                              |                      |
| EB-Tenderreihe 17      | 3                    | 1904                 | 20000–20177          | 6, 7, 8, 9, 18, 19, 35              |                      |
| EB-Tenderreihe 17bis   | 3                    | 1904                 | 20200–20238          | 18, 19, 20                          |                      |
| EB-Tenderreihe 18      | 3                    | 1910                 | 24000–24494          | 7, 9, 10, 33, 36, 37 und 38         |                      |
| EB-Tenderreihe 20      | 4                    | 1917                 | 21000–21069          | 40                                  |                      |

1. ↑  Schlepptender der EB hatten vor 1931 bei den Ordnungsnummern keine festen Nummernbereiche je Reihe.

| Schlepptender der NMBS/SNCB | Schlepptender der NMBS/SNCB | Schlepptender der NMBS/SNCB | Schlepptender der NMBS/SNCB    | Schlepptender der NMBS/SNCB | Schlepptender der NMBS/SNCB          |
| Bezeichnung                 | Achsen                      | Baujahr (ab)                | Nummern                        | für Lokomotivbaureihe       | Bemerkungen                          |
| --------------------------- | --------------------------- | --------------------------- | ------------------------------ | --------------------------- | ------------------------------------ |
| NMBS/SNCB-Tenderreihe 1     | 4                           | 1934                        | 38101–38135                    | NMBS/SNCB-Reihe 1           |                                      |
| NMBS/SNCB-Tenderreihe 5     | 4                           | 1929                        | 5501–5504 ab 1931: 38000–38003 | NMBS/SNCB-Reihe 5           |                                      |
| NMBS/SNCB-Tenderreihe 19    | 3                           | 1939                        | 24601–24606                    | NMBS/SNCB-Reihe 12          | Umbau von Tendern der Reihe 18       |
| NMBS/SNCB-Tenderreihe 24    | 3                           | 1930                        | 5601–5604 ab 1931: 24500–24503 | NMBS/SNCB-Reihe 35          | Weiterentwicklung der Tenderreihe 18 |
| NMBS/SNCB-Tenderreihe 25    | 4                           | 1945                        | 25001–25300                    | NMBS/SNCB-Reihe 29          |                                      |

Nicht in der Liste berücksichtigt sind die Schlepptender der Lokomotiven, die Belgien nach den beiden Weltkriegen als Reparationsleistung bekam. Auch diese Tender bekamen eigene Reihenbezeichnungen. Die Tenderreihen 30, 31 und 33 bis 38 waren für die Tender der Lokomotiven, die nach dem Ersten Weltkrieg von den deutschen Länderbahnen nach Belgien kamen. Die Tender der nach dem Zweiten Weltkrieg nach Belgien abgegebenen Lokomotiven der deutschen Baureihen 50 und 52, die bei der SNCB als Reihen 25 und 26 geführt wurden, bekamen die Tenderreihennummer 26 und die Wandertender die Nummer 32.
Dazu kamen immer wieder einzelne Tender unterschiedlichster Bauart von im Laufe der Zeit verstaatlichten privaten Bahngesellschaften.